# Los Ángeles (Chile)
Los Ángeles là một thành phố của Chile. Los Ángeles có diện tích 1748 km², dân số năm 2002 là 166.556 người.